# Ghassane Hitto
Ghassane Hitto (arabe : غسان هيتو) (né en 1964 à Damas) est un homme d'affaires américano-syrien d'origine kurde établi aux États-Unis, un acteur de l'action humanitaire pendant la guerre civile syrienne et un homme politique syrien.
Il est élu Premier ministre intérimaire le 18 mars 2013 par la coalition nationale des forces de l'opposition et de la révolution (CNFOR) réunie à Istanbul. En tant que tel, il est chargé d'administrer les territoires pris au régime de Bachar el-Assad par la rébellion armée. Il démissionne de son poste le 8 juillet 2013.

## Biographie
Ghassane Hitto quitte la Syrie au début des années 1980 et obtient une licence de mathématiques et d'informatique en 1989 à l'Université Purdue d'Indiana, puis un master en 1994.
Hitto travaille comme homme d'affaires aux États-Unis pendant plusieurs dizaines d'années, en dernier à Murphy au Texas. Il a travaillé dans le secteur de la haute technologie.
Sa femme, Suzanne Hitto, est une enseignante, et il a 4 enfants. Un de ses enfants, Obaïda, a affirmé au New York Times s'être infiltré en Syrie pour aider les rebelles.
Il a dirigé l'école privée Brighter Horizons Academy fondée en 1989 par l'Islamic Services Foundation (ISF). Il est aussi un membre fondateur du Muslim Legal Fund of America créé après les attentats du 11 septembre 2001. Proche des Frères musulmans, il met en place en 2011 la Shaam Relief Foundation afin de lever des fonds et venir en aide à la population syrienne et organise des évènements à travers les États-Unis pour mobiliser l’opinion publique américaine autour du sort des enfants de Syrie. Il quitte son poste en novembre 2012 pour rejoindre les rangs de la révolution. Devenu directeur de la branche chargée de l'assistance humanitaire de la Coalition nationale syrienne, il demande à la communauté internationale d'agir plus pour aider les personnes déplacées par le conflit.
Il est élu Premier ministre intérimaire le 18 mars 2013 avec une légère avance sur l'ancien ministre syrien de l'Agriculture Assad Mustafa. Les sources divergent sur le nombre de voix qu'il a obtenues : 39 votes sur 45 ou 35 votes sur 48. Il a notamment bénéficié du soutien du Conseil national syrien, du Qatar et des Frères musulmans, ainsi que du retrait de son concurrent, Oussama Qadi. Il n'est cependant pas reconnu par l'Armée syrienne libre à cause du défaut de consensus lors de son élection.
Il démissionne le 8 juillet 2013, soit deux jours seulement après l'élection à la présidence de Ahmad Assi Jarba. Celui-ci est soutenu par l'Arabie saoudite, qui s'était opposée à la candidature de Ghassane Hitto lors des débats précédant sa nomination en mars. Hitto était par ailleurs en mauvais termes avec Selim Idriss, le chef de l'Armée syrienne libre.

## Critiques
L'opposant syrien Michel Kilo accuse le Qatar d'avoir imposé Ghassane Hitto comme Premier ministre de la CNFOR.

## Sources
- (en) Cet article est partiellement ou en totalité issu de l’article de Wikipédia en anglais intitulé « Ghassan Hitto » (voir la liste des auteurs).